# Tugana infumata
Tugana infumata là một loài nhện trong họ Amaurobiidae.
Loài này thuộc chi Tugana. Tugana infumata được Elizabeth Bangs Bryant miêu tả năm 1948.